# ソンダ (ロケット)

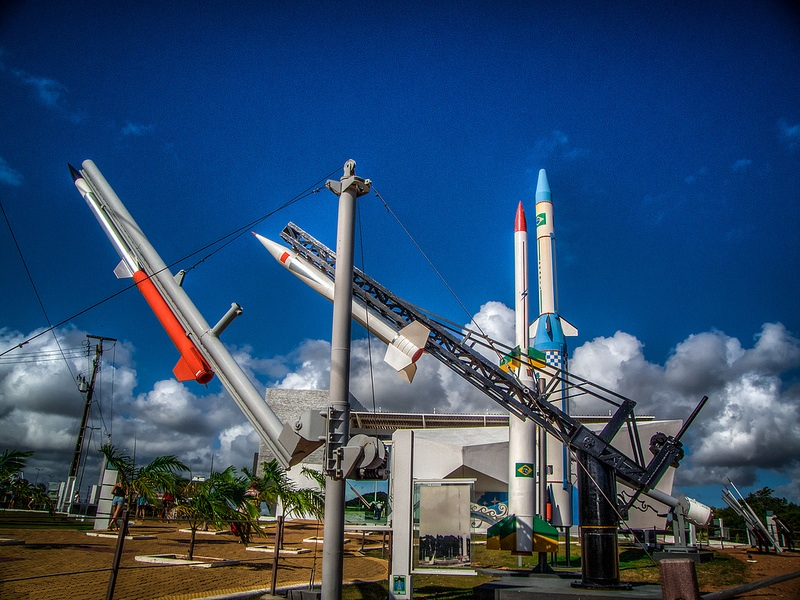
バライラ・ド・インフェルノ射場で展示されるソンダシリーズ

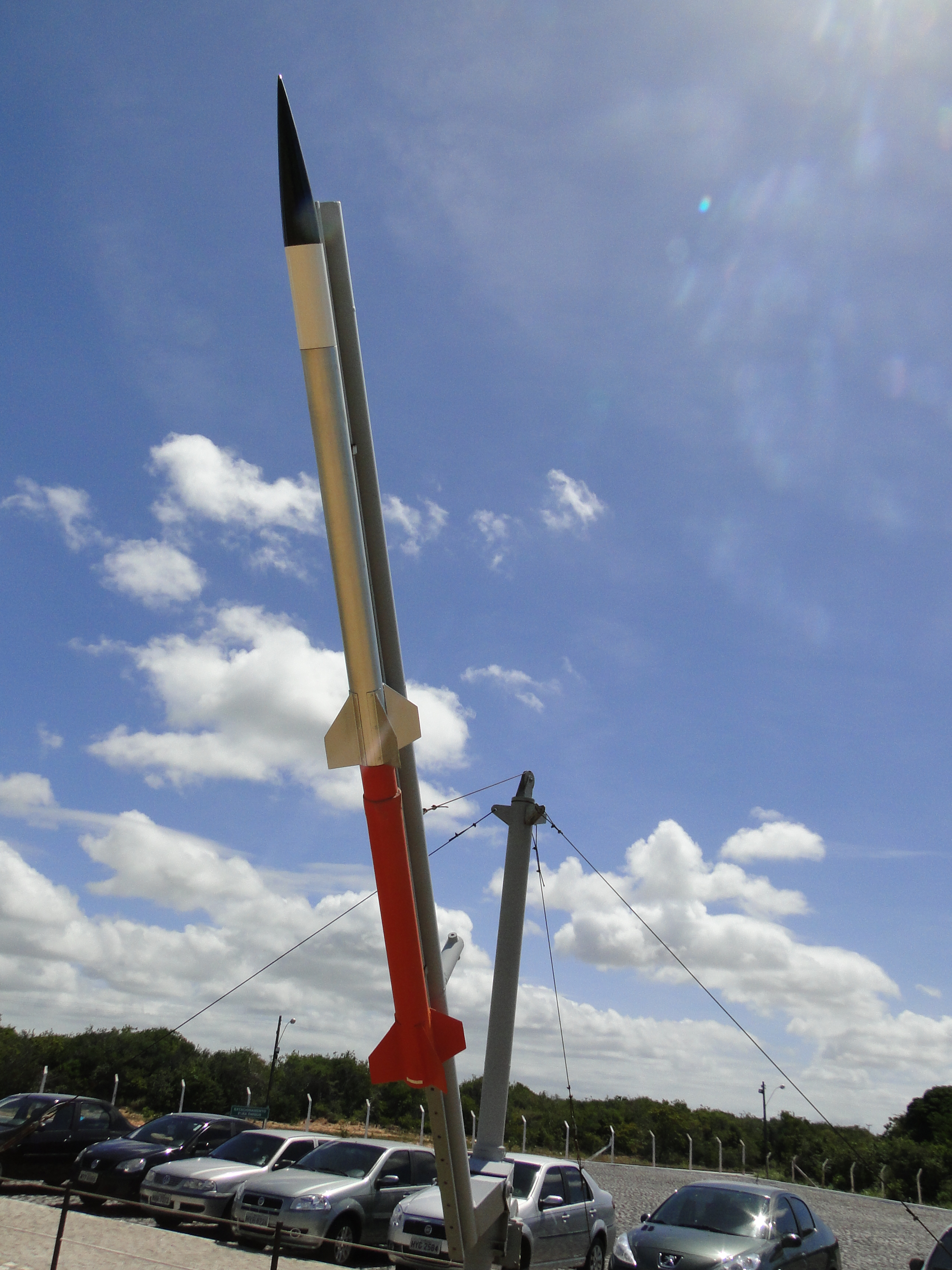
ソンダ1

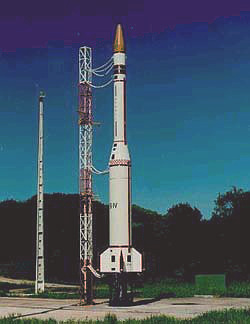
ソンダ4

ソンダ（Sonda）はブラジルの観測ロケットシリーズ。

## Sonda 1
Sonda 1 は二段式ロケット。最高高度は65kmで、推力27kN、総重量100kg、直径11cm、長さ4.5m。1965年から1966年に9回発射された。

## Sonda 2
Sonda 2 は単段式ロケット。最高高度は180km、推力36.0kN、総重量400kg、直径0.30m、長さ5.60m。1990年から1996年に7回発射された。

## Sonda 3
Sonda 3 は二段式ロケット。Sonda 3 とSonda3M1の二つのバージョンが存在し、両方とも最高高度は600km、推力102.0kN、直径0.30m、長さ8.00m。打ち上げ時の重量はSonda 3は1500kgであり、Sonda 3M1は1400kg。1976年から2002年に27回発射された。

## Sonda 4
Sonda 4 は二段式ロケット。最高高度は800km、推力203.0kN、総重量7200kg、直径1.01m、長さ11.00m。1984年から1990年に7回発射された